# Drogi proste
Drogi proste – piosenka polskiego zespołu muzycznego Kwiat Jabłoni z ich drugiego albumu studyjnego, zatytułowanego Mogło być nic.
Piosenka została napisana i skomponowana przez Katarzynę Sienkiewicz, a za jej produkcję odpowiadał Wojciech Urbański.
22 lipca 2021 ukazał się teledysk w reżyserii Katarzyny Sienkiewicz do nowej wersji utworu „Drogi proste” z gościnnym udziałem Julii Pietruchy. W nowej aranżacji utworu za instrumenty nadające piosence nowy charakter odpowiedzialni są muzycy Kraków Street Band oraz Julia Pietrucha, która zagrała na ukulele.
23 lipca 2021 „Drogi proste” zostały wydane przez Agorę jako singel w streamingu i digital download.
W październiku 2022 nagranie uzyskało certyfikat platynowej płyty, przekraczając liczbę 50 tysięcy sprzedanych kopii.